# Bolesław Lewandowski (dyrygent)
Bolesław Lewandowski (ur. 19 sierpnia 1912 w Charkowie, zm. 10 maja 1981 w Warszawie) – polski dyrygent, kierownik artystyczny teatru, kompozytor i pedagog.

## Życiorys

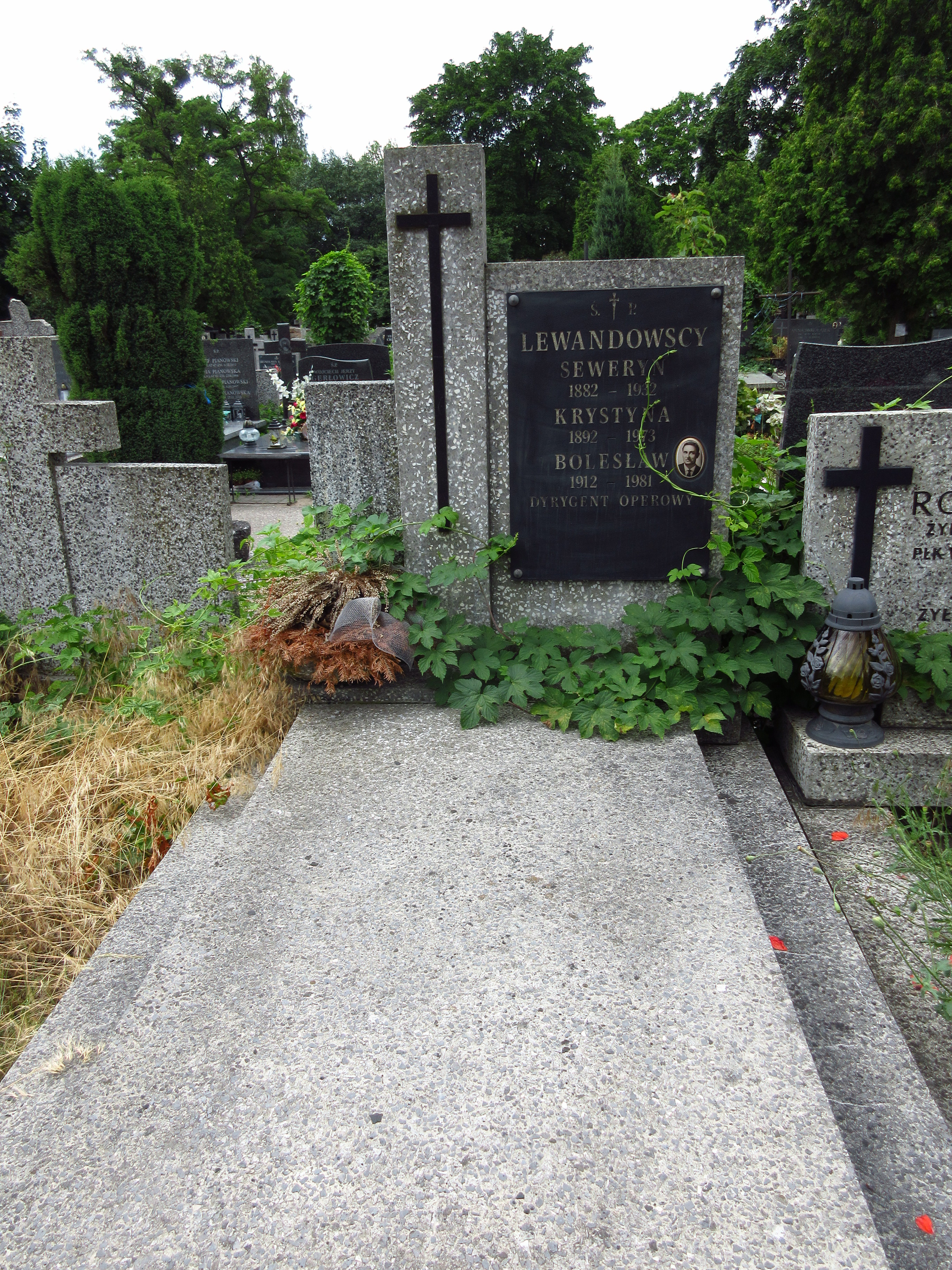
Grób Bolesława Lewandowskiego na cmentarzu Bródnowskim

Bolesław Lewandowski pochodził z rodziny z muzycznymi tradycjami. Jego ojciec Seweryn był dyrygentem, matka Krystyna – pianistką.
Ukończył Konserwatorium Warszawskie, gdzie studiował kompozycję pod kierunkiem prof. Piotra Rytla (dyplom ukończenia otrzymał w 1935 r.) oraz dyrygenturę w klasie prof. Waleriana Bierdiajewa (dyplom w 1937 r.). Równocześnie studiował historię na Wydziale Humanistycznym Uniwersytetu Warszawskiego.
W 1936 r. odbył się jego pierwszy publiczny występ z orkiestrą Konserwatorium Warszawskiego. W latach 1936–39 dyrygował wielokrotnie na koncertach symfonicznych w Filharmonii Warszawskiej oraz w Polskim Radiu. Przez dwa ostatnie sezony przed wybuchem II wojny światowej był dyrygentem Opery Warszawskiej.
Po wojnie, w latach 1945-48 był dyrygentem Orkiestry i Teatru Marynarki Wojennej w Gdyni. W tym okresie skomponował dla potrzeb Marynarki Wojennej kilka marszy wojskowych oraz 20 piosenek marynarskich, które wydano drukiem.
Dyrygował również Miejską Orkiestrą Symfoniczną w Gdyni oraz wielokrotnie prowadził koncerty symfoniczne w Filharmonii Bałtyckiej i Filharmonii Krakowskiej.
W latach 1949–52 był dyrygentem Opery Poznańskiej oraz asystentem prof. Waleriana Bierdiajewa w klasie dyrygentury w Państwowej Wyższej Szkole Muzycznej w Poznaniu.
Pod jego kierownictwem muzycznym w Operze Poznańskiej zrealizowano: Traviatę G. Verdiego, Pawia i dziewczynę T. Szeligowskiego, Pory roku P. Czajkowskiego, Suitę hiszpańską E. Granadosa.
Dyrygował premierami baletu Swantewit P. Perkowskiego i opery Bunt Żaków T. Szeligowskiego (ta ostatnia została nagrana dla Polskiego Radia).
W tych samym okresie gościnnie występował na koncertach symfonicznych w Filharmonii Poznańskiej i Filharmonii Krakowskiej.
W latach 1952–54 dyrygował w Operze Śląskiej w Bytomiu. Jego działalność w tej placówce zaznaczyła się m.in. kierownictwem muzycznym przedstawień Madama Butterfly G. Pucciniego i Sprzedanej narzeczonej B. Smetany.
W tym czasie prowadził także koncerty symfoniczne w Filharmonii Śląskiej.
W latach 1954–57 był dyrygentem Państwowej Opery w Warszawie (mającej wówczas tymczasową siedzibę w gmachu Romy). Pod jego kierownictwem muzycznym wystawiono Cyrulika Sewilskiego G. Rossiniego. W 1955 r. dyrygował galowymi przedstawieniami Halki S. Moniuszki z okazji pobytu w Warszawie Królowej Belgijskiej Elżbiety oraz Premiera Indii J. Nehru.
W kolejnych latach współpracował z Operą Wrocławską (1957-59) a następnie Operą i Operetką w Bydgoszczy (sez. 1959/60).
Rozkwit kariery artystycznej przypadł na okres pracy w Operze Objazdowej w Warszawie (1960-70). W latach 1960–62 sprawował kierownictwo artystyczne i muzyczne placówki zaś od 1962 r. objął funkcję pierwszego dyrygenta.
Ważniejsze przedstawienia operowe zrealizowane pod jego kierownictwem muzycznym to:
Carmen G. Bizeta, Halka oraz Hrabina S. Moniuszki, Andrzej z Chełmna P. Rytla, Cyganeria G. Pucciniego, Rigoletto G. Verdiego, Pajace R. Leoncavallo, Faust Ch. Gounoda, Eugeniusz Oniegin P. Czajkowskiego. Wszystkie wystawiane przez niego opery prezentowały wysoki poziom interpretacyjny i zaliczane były do sukcesów artystycznych Opery Objazdowej.
W swoich zamierzeniach artystycznych pragnął przede wszystkim kultywować muzykę polską oraz propagować nowe, nie wystawione jeszcze w kraju utwory rodzimych kompozytorów. Szczególne znaczenie miało wystawienie w 1962 r. prapremiery dzieła nestora kompozytorów polskich: Piotra Rytla – opery Andrzej z Chełmna (w reżyserii Wiktora Brégy i scenografii Stanisława Jarockiego) – dzieła o romantycznym charakterze i wybitnie patriotycznej treści nawiązującej do okresu wojny z Zakonem Krzyżackim. Przedstawienie było dużym sukcesem Opery Objazdowej co znalazło odzwierciedlenie w licznych artykułach w prasie zagranicznej i pismach fachowych.
W 1970 r. Bolesław Lewandowski powrócił do pracy w Operze Narodowej w odbudowanym gmachu Teatru Wielkiego w Warszawie, gdzie oprócz prowadzenia spektakli operowych i baletowych, pełnił również funkcję dyrygenta Studia Operowego.
Zmarł nagle 10 maja 1981 r. w garderobie, po prowadzonym przez siebie spektaklu Borysa Godunowa M. Musorgskiego. Pochowany na cmentarzu Bródnowskim (kwatera 71G-5-4.
Bolesław Lewandowski dysponował bardzo zróżnicowanym repertuarem. Poza znajomością dzieł symfonicznych, posiadał w repertuarze kilkadziesiąt opracowanych pozycji operowych i baletowych, w tym szereg mało znanych dzieł rodzimych twórców. Był znaczącym popularyzatorem twórczości polskich kompozytorów.
Kilkakrotnie otrzymywał zaproszenia do prowadzenia przedstawień operowych za granicą (m.in. z Włoch), jednakże za każdym razem uniemożliwiano mu wyjazd. Ówczesne władze odmawiały wydania paszportu. Niewątpliwie miał na to wpływ fakt, że nigdy nie zapisał się do partii oraz uporczywie domagał się wyjaśnienia zbrodni katyńskiej i okoliczności śmierci swojego brata: Stanisława Józefa Lewandowskiego (jeńca obozu w Starobielsku) zamordowanego przez NKWD w 1940 r.